# General Baldissera
General Baldissera är en ort i Argentina.   Den ligger i provinsen Córdoba, i den centrala delen av landet, 400 km väster om huvudstaden Buenos Aires. General Baldissera ligger 112 meter över havet och antalet invånare är 2 133.
Terrängen runt General Baldissera är mycket platt. Runt General Baldissera är det glesbefolkat, med 10 invånare per kvadratkilometer.. Närmaste större samhälle är Camilo Aldao, 19,7 km öster om General Baldissera.
Trakten runt General Baldissera består till största delen av jordbruksmark.